# Archaeopotamus
Archaeopotamus, del griego clasico ἀρχαῖος (arkhaîos), "antiguo", y ποταμός (potamós), "rio", es un género extinto de hipopótamo que vivió hace entre 7,5 y 2,58 millones de años en África y Oriente Medio. El género se describió en 2005 para abarcar especies de hipopótamos que se agruparon previamente en Hexaprotodon.

## Distribución
Se han encontrado fósiles de Archaeopotamus cerca del lago lago Turkana, Kenia, cerca del lago Victoria en Kenia y en Abu Dabi, y por lo tanto, probablemente se extendía por el este de África y la península arábiga.